# Abu al-Ala al-Maarri

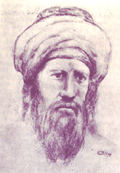
Abu al-Ala al-Maarri.

Ahmad ibn 'Abdallah Abu al-Ala al-Maarri (fullständigt namn på arabiska: أبو العلاء أحمد بن عبد الله بن سليمان التنوخي المعري, född 26 december 973 i Maarrat al-Numan, Syrien, död 9 maj 1057, var en arabisk filosof, poet och författare. Han är också känd som Österns Lucretius. Han var en kontroversiell rationalist på sin tid som hade religiösa tvivel samt en pessimistisk syn på världen och på människans frihet.

## Biografi
Abu al-Ala al-Maarri föddes i Syrien och förlorade sin syn vid fyra års ålder efter att ha haft smittkoppor. Han studerade i Aleppo, Antiochia vid Orontes, och andra syriska städer och inledde en karriär som en fritänkare, filosof och poet innan han återvände till sin födelseort Maʿarrat al-Nuʿman, där han levde resten av sitt liv.

## Syn på religionen
Abu al-Ala al-Maarri ansåg att religion var något som endast var till nytta för de som önskade utnyttja den godtrogna massan. Han förkastade alla krav från islam och andra religioner. 
"Jordens invånare delas i endast två grupper:

de som har en hjärna men ingen religion och de

som har en religion men ingen hjärna" 